# Fantasy-Jahr 1938
Übersicht

◄ | 1934 | 1935 | 1936 | 1937 | Fantasy-Jahr 1938 | 1939 | 1940 | 1941 | 1942 | ► | ►►

Weitere Ereignisse

## Neuerscheinungen Literatur
| Deutscher Titel      | Deutschsprachiges Erscheinungsjahr | Originaltitel          | Autor       | Anmerkungen |
| -------------------- | ---------------------------------- | ---------------------- | ----------- | ----------- |
| Das Schwert im Stein | 1994                               | The Sword in the Stone | T. H. White |             |

## Filmpreise
Oscar
- beste künstlerische Leitung: Stephen Goosson – In den Fesseln von Shangri-La
- beste Filmbearbeitung: Gene Havlick und Gene Milford – In den Fesseln von Shangri-La

Grand Biennale Great Art Trophy der Filmfestspiele von Venedig für Schneewittchen und die sieben Zwerge von Walt Disney

## Neuerscheinungen Filme
| Deutscher Titel             | Deutschsprachiges Erscheinungsjahr | Originaltitel               | Regie                                          | Anmerkungen        |
| --------------------------- | ---------------------------------- | --------------------------- | ---------------------------------------------- | ------------------ |
| Flash Gordon's Trip to Mars | 1982                               | Flash Gordon's Trip to Mars | Ford Beebe, Robert F. Hill, Frederick Stephani | Teil eines Serials |
|                             |                                    | A Christmas Carol           | Edwin L. Marin                                 |                    |
| Schneeweißchen und Rosenrot | -                                  | -                           | Alfred Stöger                                  |                    |
| Topper geht auf Reisen      | 1951                               | Topper Takes a Trip         | Norman Z. McLeod                               |                    |

## Geboren
- Gary Gygax († 2008)